# Templo del sueño
Los templos del sueño (también conocidos como templos oníricos o templos del sueño egipcios) son considerados como una de las primeras manifestaciones de la hipnosis de hace 4000 años, bajo el mandato de Imhotep, chatyy Sumo Sacerdote del dios solar Ra en Heliópolis. Se decía que era hijo del antiguo demiurgo egipcio Ptah y de una mortal llamada Khredu-ankh.
Los templos del sueño eran hospitales de clase, dedicados a la recuperación de numerosas dolencias, quizás muchas de ellas de naturaleza psicológica. El tratamiento incluía cánticos, colocar al paciente en un estado de cuasi-trance o hipnótico, y el análisis de sus sueños para determinar el tratamiento. También se practicaban otras terapias, como la meditación, ayunos, baños rituales y sacrificios a la deidad guardiana o a otros espíritus.
Los templos del sueño existieron también en Oriente Medio y la Antigua Grecia. En Grecia se construyeron en honor de Asclepio, el dios griego de la medicina, y se denominaban Asclepieion. Al tratamiento griego se le refería como una incubación, y se focalizaba en oraciones a Asclepio para la mejoría del paciente. Los hebreos contaban con un tratamiento similar denominado Kavanah y que incluía concentrarse en las letras del alfabeto hebreo que formaban el nombre de Dios. Mortimer Wheeler descubrió un templo del sueño romano en Lydney Park, Gloucestershire, en 1928, con la ayuda de un joven J.R.R. Tolkien.